# Мобутизм

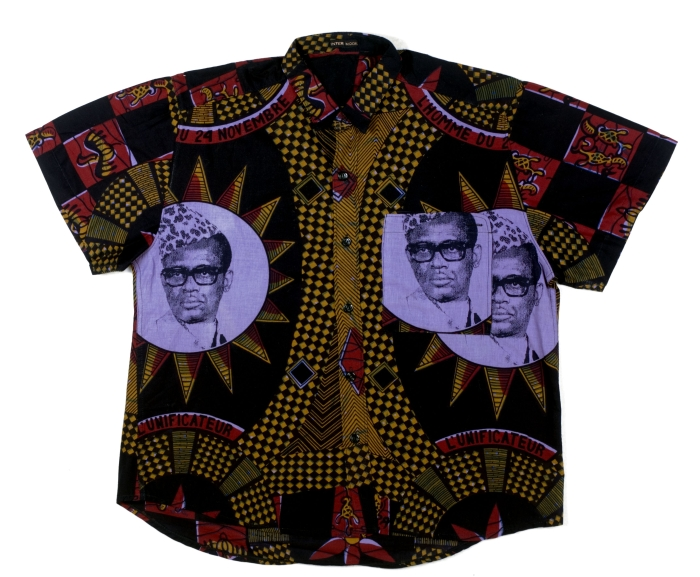
Рубашка с изображением Мобуту

Мобутизм — идеология политической партии Народное движение революции в Заире (ныне Демократическая Республика Конго). Являлся политической идеологией в стране в период с 1965 по 1997 год. Идеология мобутизма была создана Мобуту Сесе Секо на основании его собственных идей, и политических убеждений. Им же была создана система пропаганды, которая формировала и укрепляла его культ личности.
Идеология мобутизма была изложена в «Манифесте Нселе» от 20 мая 1967 года, она включала в себя африканский национализм, революционность и «подлинность» (Заиризация), отказ и от капитализма и от коммунизма. В манифесте декларировалось уважение демократических свобод, участие граждан в принятии политических решений, освобождение Заира от всякого рабства и обеспечение его прогресса путем построения подлинно социальной и демократической республики, но на деле был установлен однопартийный режим (партия Народное движение революции).
15 августа 1974 года была принята Конституция Заира, закрепившая идеологию мобутизма на правовом уровне (пересмотрена 15 февраля 1978 г. и дополнена 5 июля 1990 года).
Идеи мобутизма использовала организация «Мобутистский демократический союз».

## Заиризация, аутеиничность
Мобутизм провозгласил Заиризацию страны, что означало возвращение к подлинности, то есть к национальным истокам, и отказ от европейской культуры, одежды (переход на одежду в стиле Мао —так называемый абакост), имён, религии. В результате политики заиризации произошла смена названия страны с Демократическая Республика Конго на Заир. Все населснные пункты страны были переименованы, так столица страны была переименована из Леопольдвиля в Киншасу. Граждане должны были изменить свое имя и фамилию в течение 48 часов, пример подал сам Мобуту, сменив имя Жозеф-Дезире Мобуту на Мобуту Сесе Секо Куку Нгбенду ва за Банга (на языке нгбанди: «могучий воин, шагающий от триумфа к триумфу, оставляющий после себя пепел, или коротко „Всемогущий воин“»).

## Однопартийная система
Народное движение революции стало единственной легально действующей политической партией. Мобуту Сесе Секо ввёл закон, по которому каждый новорождённый гражданин Заира становился членом партии.

## Культ личности
Мобутизм предполагал культ личности Мобуту Сесе Секо, как «Отца нации», повсеместное присутствие его изображения на улицах, в официальных учреждениях, школах и на телевидении в качестве единственного пропагандируемого члена заирского правительства. Была установлена цензура, наложившая запрет на присутствие в средствах массовой информации имён любых заирских граждан, кроме самого Мобуту или членов заирских футбольных команд. Мобуту наделил себя божественными силами, ограничив влияние христианства в стране.